# Lauritz Kjær
Lauritz Peter Worslund Jensen Kjær (Brande, 26 febbraio 1852 – Gentofte, 24 agosto 1932) è stato un tiratore a segno danese.

## Carriera
Partecipò ai giochi olimpici di Parigi del 1900 in tutte e cinque le gare della carabina militare senza riuscire a ottenere grandi risultati.